# Bangladéšská hymna
Hymna Bangladéše je píseň Amar Shonar Bangla (česky Mé zlaté Bengálsko). Autorem hudby i textu je básník a skladatel Rabíndranáth Thákur (nositel Nobelovy ceny za literaturu za rok 1913), který je také autorem hudby a textu indické hymny. Píseň byla napsána v roce 1905 v období Bangabhanga[zdroj?] (rozdělení Bengálska britskou vládou podle náboženského klíče, které však bylo v roce 1911 zrušeno). Píseň měla podpořit jednotného ducha Bengálska.
Hymnou současné Bangladéše je prvních deset řádků z původní písně. Hymna byla provizorně užívána po vyhlášení nezávislosti na Pákistánu (16. prosince 1971), oficiálně schválena v roce 1972 (upravena Samarem Dasem)  
| Bengálské písmo                                                                   | Přepis | Překlad |
| --------------------------------------------------------------------------------- | --- | --- |
| আমার সোনার বাংলা আমার সোনার বাংলা, আমি তোমায় ভালবাসি।                                               | Amar Shonar Bangla Amar shonar Bangla, Ami tomay bhalobashi.                                                                  | Mé milované Bengálsko Mé zlaté Bengálsko, miluji tě. |
| চিরদিন তোমার আকাশ, তোমার বাতাস, আমার প্রাণে বাজায় বাঁশি।                                            | Chirodin tomar akash, Tomar batash, Amar prane bajae bãshi.                                                                   | Navždy tvé oblohy, tvé podnebí se usadilo v mém srdci jako melodie, jakoby byla hrána na flétnu.                                                                                         |
| ও মা, ফাগুনে তোর আমের বনে ঘ্রাণে পাগল করে, মরি হায়, হায় রে– ও মা, অঘ্রাণে তোর ভরা খেতে, আমি কী দেখেছি মধুর হাসি।। | O ma, Phagune tor amer bone Ghrane pagol kôre, Mori hae, hae re, O ma, Ôghrane tor bhôra khete Ami ki dekhechhi modhur hashi. | Na jaře, ó, má matko, vůně tvých mangových lesů mě naplňuje divokou radostí, ó, to je nadšení! Na podzim, ó, má matko, v plně rozkvetlých rýžových polích jsem viděl růst sladké úsměvy. |
| কী শোভা, কী ছায়া গো, কী স্নেহ, কী মায়া গো, কী আঁচল বিছায়েছ বটের মূলে, নদীর কূলে কূলে।                        | Ki shobha, ki chhaea go, Ki sneho, ki maea go, Ki ãchol bichhaeechho Bôţer mule, Nodir kule kule!                             | Ó, co je to za krásu, co je to za odstíny, co je to za nadšení, co je to za měkkost! Jaké jsi rozprostřelo rohože u pat banánovníkových stromů a podél břehů řek!                        |
| মা, তোর মুখের বাণী আমার কানে লাগে সুধার মতো, মরি হায়, হায় রে– মা, তোর বদনখানি মলিন হলে আমি নয়ন জলে ভাসি।।     | Ma, tor mukher bani Amar kane lage Shudhar môto, Mori hae, hae re, Ma, tor bôdonkhani molin hole, Ami nôeon jôle bhashi.      | Ó, matko moje, slova z tvých rtů jsou nektarem pro moje uši. Ó, jak jsem uchvácen! Ó, moje matko, pokud smutek uvrhne tmu ve tvou tvář, mé oči jsou plné slz!                            |